# Lower Halstow
Lower Halstow är en ort och civil parish i grevskapet Kent i sydöstra England. Orten ligger i distriktet Swale, cirka 6 kilometer nordväst om Sittingbourne. Tätorten (built-up area) hade 1 211 invånare vid folkräkningen år 2021.